# Xã Farmington, Quận Stafford, Kansas
Xã Farmington (tiếng Anh: Farmington Township) là một xã thuộc quận Stafford, tiểu bang Kansas, Hoa Kỳ. Năm 2010, dân số của xã này là 604 người.